# Cry Like a Baby
«Cry Like a Baby» es una canción interpretada por la banda estadounidense The Box Tops. Fue publicada el 1 de marzo de 1968 por Bell Records como el único sencillo de su segundo álbum de estudio, Cry Like a Baby. 
«Cry Like a Baby» alcanzó la posición #2 en el Billboard Hot 100 y fue certificado disco de oro por la Recording Industry Association of America (RIAA).

## Escritura y temática
La canción fue escrita por Dan Penn y Spooner Oldham. Líricamente, «Cry Like a Baby» es una canción sobre arrepentimiento por haber tratado mal a un antiguo interés amoroso. La letra de la canción cuenta la historia de un hombre que tiene el corazón roto después de una ruptura y alienta a otros a llorar si es necesario.

## Composición y arreglos
Musicalmente, «Cry Like a Baby» ha sido descrita como una canción de blue-eyed soul y Memphis soul, con elementos de música pop y Southern soul. En contraste con el sencillo «The Letter», que fue interpretada por la banda, «Cry Like a Baby» usó a los Memphis Boys, la banda de la casa de American Sound Studio, como músicos de sesión, que presenta al guitarrista Reggie Young tocando un sitar eléctrico. El autor Peter Lavezzoli cita esta parte como un ejemplo de la influencia generalizada de la música clásica de India en la música rock y pop de fines de la década de 1960, a raíz de la popularización del sitar por parte de los Beatles en canciones como «Within You Without You», de su álbum de 1967, Sgt. Pepper's Lonely Hearts Club Band.

## Recepción de la crítica
La revista Billboard describió el sencillo como un “elemento de ritmo de compás fácil” que “está cargado de reproducciones y ventas potenciales”. El periodista musical Peter Dunbavan calificó la canción como “una porción perfecta de blue-eyed soul”. El sitio web Singersroom clasificó a «Cry Like a Baby» en el puesto número 16 en su lista de “las 100 mejores canciones de 1968”.

## Posicionamiento

### Gráfica semanal
| Gráfica (1968)                     | Pico de posición |
| ---------------------------------- | ---------------- |
| Australia (Go-Set)                 | 38               |
| Australia (Kent Music Report)      | 46               |
| Canadá (RPM Top Singles)           | 3                |
| Estados Unidos (Billboard Hot 100) | 2                |
| Estados Unidos (Cashbox Top 100)   | 2                |
| Reino Unido (UK Singles Chart)     | 15               |

### Gráfica de fin de año
| Gráfica (1968)                     | Pico de posición |
| ---------------------------------- | ---------------- |
| Canadá (RPM Top Singles)           | 40               |
| Estados Unidos (Billboard Hot 100) | 16               |
| Estados Unidos (Cashbox Top 100)   | 18               |

## Certificaciones y ventas
| País                  | Certificación | Ventas  |
| --------------------- | ------------- | ------- |
| Estados Unidos (RIAA) | Oro           | 500,000 |